# Ptychosoma
Genre
Ptychosoma est un genre d'opilions laniatores de la famille des Phalangodidae.

## Distribution
Les espèces de ce genre se rencontrent dans le bassin méditerranéen occidental.

## Liste des espèces
Selon World Catalogue of Opiliones (09/10/2021) :
- Ptychosoma balearicum (Rambla, 1977)
- Ptychosoma espanoli (Rambla, 1977)
- Ptychosoma vitellinum Sørensen, 1873

## Publication originale
- Sørensen, 1873 : « Bidrag til Phalangidernes Morphologi og Systematik samt Beskrivelse af nogle nye, herhen hørende Former. » Naturhistorisk Tidsskrift, sér. 3, vol. 8, p. 489–525 (texte intégral).